# Nitroamin
Nitroamini su organska jedinjenja. R grupe su deo prstenaste strukture, npr. heksogena. Nitroamine ne treba mešati sa nitrozaminima.